# Charles de Harlez
Charles-Joseph de Harlez de Deulin, född den 21 augusti 1832 i Liège, död den 14 juli 1899 i Louvain, var en belgisk jesuit, iranist, zendolog och sinolog.
År 1871 blev Harlez professor i orientaliska språk vid universitetet i Louvain, vars rektor han även var. Han var också påvlig huspredikant, ledamot av akademien i Belgien, och blev grundläggaren av den religionsvetenskapliga riktning inom den belgiska katolicismen, som hade sitt huvudorgan i Le muséon.
Bland hans talrika lärda verk kan nämnas hans översättningar av Avesta (1875 ff., 2:a upplagan 1881), Manuel de la langue de l'Avesta (1879; 2:a upplagan 1880), Ta Tsing tsili: La religion et les cérémonies impériales de la Chine moderne (1894) och en översättning av Yijing (1897).